# Charles Clement Armitage
Sir Charles Clement Armitage, britanski general, * 12. december 1881, Honley, Anglija, † 15. december 1973, Lechlade, Anglija.